# Cuando la miro
Cuando la miro és una pel·lícula dramàtica argentina de 2022 dirigida, escrita i protagonitzada per Julio Chávez.
La cinta va ser nominada a millor actriu per la interpretació de Marilú Marini en la 71a edició dels Premis Cóndor de Plata.

## Argument
Javier, un artista plàstic amb una vida sense sobresalts, emprèn un estrany projecte: filmar a la seva mare, una dona enigmàtica i distant. Ell no és cineasta i improvisa aquesta tasca, que propiciarà una inesperada connexió entre tots dos.

## Repartiment
- Julio Chávez com Javier
- Marilú Marini com Elena
- Claudio da Passano
- Silvia Kutika

## Premis i nominacions
| Premi                  | Data               | Categoria                  | Nominat                      | Resultat | Ref.  |
| ---------------------- | ------------------ | -------------------------- | ---------------------------- | -------- | ----- |
| Premis Cóndor de Plata | 22 de maig de 2023 | Millor actriu              | Marilú Marini                | Nominat  | [ 3 ] |
| Premis Sur             | 28 d'agost de 2023 | Millor actriu              | Marilú Marini                | Nominat  | [ 4 ] |
| Premis Sur             | 28 d'agost de 2023 | Millor direcció d'art      | Mariela Rípodas              | Nominat  | [ 4 ] |
| Premis Sur             | 28 d'agost de 2023 | Millor disseny de vestuari | Jimena Bordes i Laura Donari | Nominat  | [ 4 ] |